# John Wieners
John Joseph Wieners, né à Boston dans le Massachusetts le 6 janvier 1934, mort à Boston le 1er mars 2002, est un poète et un universitaire américain qui fut une figure majeure de la Beat Generation, de la San Francisco Renaissance, de la New School de New York, un pacifiste et un militant de la cause des gays.

## Biographie
John Wieners fut un personnage de premier plan dans le mouvement de la renaissance poétique américaine des années 1950 et 1960. Dans son travail il fait coexister ses expériences sexuelles et de la drogue avec une esthétique liée à l'improvisation jazz et des attachements plus traditionnels avec les formes lyriques classiques,,.
D'origine irlandaise, John Wieners a grandi à Milton dans la banlieue de Boston. Après ses études secondaires, il entre au Boston College, il y obtiendra son Bachelor of Arts en 1954, puis il rejoint l'établissement expérimental  le Black Mountain College, en Caroline du Nord, pendant les deux années suivantes. Là il aura pour professeurs le compositeur John Cage, des peintres tels que Robert Rauschenberg, les poètes Charles Olson, Robert Duncan, et d'autres figures de l'avant-garde artistique américaine qui vont lui ouvrir la voie de l'écriture,,,,.
Après la fermeture du Black Mountain College, il suit Charles Olson pour enseigner à l'université d'État de New York à Buffalo,,.
En 1958, il publie son premier livre, The Hotel Wentley Poems, poèmes directement inspirés par la vie bohème de San Francisco, livre où il affirme également son homosexualité. Il s'ensuit une période fertile : création de pièces de théâtre, régisseur de théâtre, publications diverses, mais à partir de 1965, miné par les abus d'alcool, de drogues diverses, il fera régulièrement des  séjours en établissement psychiatrique. Même si Asylum Poems fait référence à sa santé mentale instable, jamais il ne l'exploitera pour faire parler de lui,,,.
Après des années faites de périodes plus ou moins longues d'internement, il retourne à Boston en 1970. En plus de ses activités littéraires, il s'implique dans le mouvement en plein essor pour la libération des gays,,.
Sa carrière poétique culmine dans les années 1980. Ses éditeurs, Raymond Foye, Robert Dewhurst, Joshua Beckmand, avec l'aide d'Allen Ginsberg et Robert Creeley rassembleront ses divers écrits inédits, cela donnera la parution de plusieurs recueils :Selected Poems, 1958-1984, Cultural Affairs in Boston: Poetry and Prose, 1956-1985, Supplication: Selected Poems of John Wieners.,,.
Sur le plan personnel, c'était un homme timide et doux, courtois aux manières distinguées. Il a passé les trente dernières années de sa vie à Boston

## Archives
Ses archives sont déposés et consultables auprès des bibliothèques des universités suivantes : l'université du Delaware, l'université de Syracuse et à l'université du Connecticut.

## Œuvres

### Poésie
- The Hotel Wentley Poems : Original Versions, San Francisco, Dave Haselwood (réimpr. 1965, 2006, 2012) (1re éd. 1958), 36 p. (ISBN 9781258286484, lire en ligne),
- Ace Of Pentacles, New York, James F. Carr & Robert A. Wilson, 1964, 72 p. (OCLC 504261303)
- Pressed Wafer, Buffalo, New York, The Gallery Upstairs Press, 1967, 10 p. (OCLC 5751416),
- Asylum Poems  (ill. George Schneeman), New York, Angel Hair Books, 1969, 22 p. (OCLC 6761616)[9],
- Invitation, Santa Barbara, Californie, Unicorn Press, 1970 (OCLC 5777144),
- Youth, New York, The Phoenix Book Shop, 1970, 12 p. (OCLC 2424391),
- Nerves, Londres et New York, Cape Goliard Press & Cape Goliard Press, 1970, 88 p. (ISBN 9780206619763, lire en ligne),
- Woman, Canton, New York, Institute of Further Studies, 1972, 40 p. (OCLC 606516087, lire en ligne),
- Selected Poems, Londres, Cape, 1972, 136 p. (ISBN 9780224615723, lire en ligne),
- Hotels, New York, Angel Hair Books, 1974, 12 p. (OCLC 6787570),
- Behind the State Capitol or Cincinnati Pike  (ill. John Wieners), Boston, Massachusetts, The Good Gay Poets, 1975, 204 p. (ISBN 9780915480005)[10],
- Selected Poems 1958-1984, Santa Barbara, Californie, Black Sparrow Press, 1er avril 1986, 332 p. (ISBN 9780876856611, lire en ligne)
- Raymond Foye (dir.) (préf. Robert Creeley), Cultural Affairs in Boston : Poetry and Prose, 1956-1985, Santa Rosa, Californie, Black Sparrow Press, 31 décembre 1988, 214 p. (ISBN 9780876857380),
- Jim Dunn & , Michael Carr (dir.), Book of Prophecies, Lowell, Massachusetts, Bootstrap Press, 1er juin 2007, 134 p. (ISBN 9780977997541),
- Jim Dunn (dir.), A New Book From Rome, Lowell, Massachusetts, Bootstrap Press, 1er mars 2010, 160 p. (ISBN 9780982160039),
- C.A. Conrad, Robert Dewhurst & Robert Dewhurst (dir.), Supplication : Selected Poems of John Wieners, Seattle, Washington, Wave Books, 6 octobre 2015, 196 p. (ISBN 9781940696195),

### Autres écrits
- A Superficial Estimation, Madras, Oregon, Hanuman Books, 1986, 44 p. (ISBN 9780937815007),
- Conjugal Contraries and Quart, Madras, Oregon, Hanuman Books, 1er janvier 1987, 61 p. (ISBN 9780937815120),
- The Journal of John Wieners Is to Be Called 707 Scott Street for Billie Holiday, 1959  (préf. Fanny Howe & Lewis Warsh), Los Angeles, Sun & Moon Press, 1er avril 1996, 126 p. (ISBN 9781557132529),
- Kidnap Notes Next : Selected Notebook Entries 1988-1999, Boston, Massachusetts, Pressed Wafer, 2002, 30 p. (OCLC 50148440),
- The Sea under the House : The Selected Correspondence of John Wieners and Charles Olson, New York, Center for the Humanities, coll. « Lost and found », 2012, 61 p. (OCLC 915592685),
- Michael Seth Stewart (dir.) (préf. Ammiel Alcalay), Stars Seen in Person : Selected Journals, San Francisco, City Lights Publishers, 8 septembre 2015, 252 p. (ISBN 9780872866683, lire en ligne),
- Michael Seth Stewart (dir.) (préf. Eileen Myles), Yours Presently : The Selected Letters of John Wieners, Albuquerque, Nouveau Mexique, University of New Mexico Press, 1er décembre 2020, 333 p. (ISBN 9780826362049),

## Prix et distinctions
- National Endowment for the Arts[4],
- National Institute of Arts and Letters[4],
- New Hope Foundations[4].

## Pour approfondir

#### Notices dans des encyclopédies et manuels de référence
- (en-GB) T.L.S. 10 : Essays and Reviews from the Times Literary Supplement, 1971, Londres, Oxford University Press, 1972, 243 p. (ISBN 9780192115515, lire en ligne), p. 158-162,
- (en-US) Anne Waldman (dir.) (préf. Allen Ginsberg), The Beat Book : Writings from the Beat Generation, Boston, Massachusetts, Shambhala / Random House, 10 juillet 2007, 377 p. (ISBN 9781590304556, lire en ligne), p. 143,

#### Articles
- (en-US) Richard Howard, « John Wieners: 'Now Watch the Windows Open by Themselves' », The Iowa Review, Vol. 1, No. 1,‎ niver 1970, p. 101-107 (7 pages) (lire en ligne ),
- (en-US) Robert von Hallberg, « Talk with John Wieners », Chicago Review, Vol. 26, No. 1,‎ 1974, p. 112-116 (5 pages) (lire en ligne ),
- (en-US) Robert Creeley, « How is it far if you think it », The New York Times,‎ 23 novembre 1986, p. 104-105 (lire en ligne),
- (en-US) Joseph Torra, « John Wieners: "Through This Suspended Vacuum" », Agni, No. 42,‎ 1995, p. 225-237 (13 pages) (lire en ligne ),
- (en-US) Pamelo Petro, « The Hipster of Joy Street », sur Boston College Magazine, 2000. ,
- John and the Four Dunn(e)s, par Jack Kimball pour la  revue Jacket2, 2003[11],
- Haven of the Heart: The Poetry of John Wieners, par John Temple pour la revue Jacket2, 2007[12],
- (en-US) Andrea Brady, « Making Use of this Pain : The John Wieners Archives », Paideuma: Modern and Contemporary Poetry and Poetics, Vol. 36,‎ 2007, p. 131-179 (49 pages) (lire en ligne ),
- Between Visions, pour American Cultural Treasures (ACT), 2010[13],
- Behind the State Capitol: Or Cincinnati Pike, par Cedar Sigo pour la Poetry Review, 2010[10],
- The World and John Wieners, par Keston Sutherland pour la revue "World Picture 7", 2012[14],
- Boston Boys, The poetry of John Wieners and John Updike, par Dan Chiasson pour le New Yorker, 2015[15],
- A Queer Excess: the Supplication of John Wieners, par Nat Raha pour "The Critical Flame", 2015[16],
- Two new books give poet John Wieners an overdue look, par Michael Andor Brodeur pour le Boston Globe, 2015[17],
- Supplication: Selected Poems, recension faite par Nick Beck pour la revue The Literateur, 2016[18],
- (en-US) Raymond Foye, « John Wieners: A Day in the Life » , 18 mars 2019

### Documents audio et audio-visuels
- Disponibles et consultables sur le site PennSound de l'université de Pennsylvanie[19],
- Photographies de John Wieners[20],